# Ностратичні мови

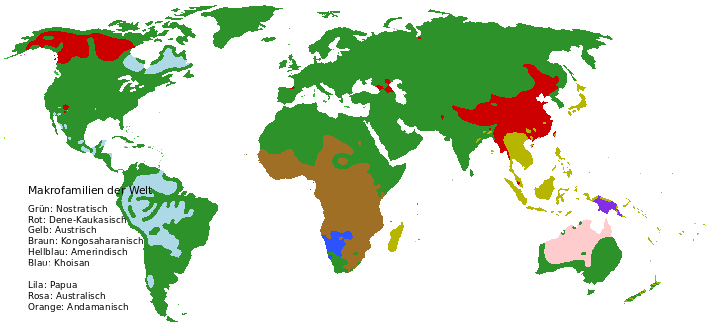
Мапа сучасного розповсюдження мовних макрородин.
Аустрична

Нострат́ичні мо́ви (від лат. noster — наш) — гіпотетична макрородина мов, що поєднує кілька мовних родин і мов Європи, Азії й Африки, у тому числі алтайські, дравідійські, індоєвропейські, уральсько-юкагирські (уральські і юкагиро-чуванські) мови й ескімосько-алеутські. Згідно з гіпотезою Сергія Старостіна, родина виникла 15 тисяч років тому. Всі ностратичні мови походять від єдиної ностратичної прамови.
Відповідно до іншої, менш обґрунтованої гіпотези, висунутої останнім часом низкою дослідників, всі ностратичні мови належать до надродини вищого рівня (так званих борейських мов).

## Пошуки ностратичної прамови
Автором гіпотези про ностратичні мови став у 1903 данський лінгвіст Хольгер Педерсен. На початку 1960-х ностратичну теорію істотно розвинув московський славіст В. М. Ілліч-Світич, надалі нею активно займалися російські вчені А. Б. Долгопольський, В. А. Дибо й С. А. Старостін.
Одностайності щодо реальності існування такої надсім'ї мов серед науковців нема, але визнання її зростає. В. М. Ілліч-Світич дослідив лексичні, словотворчі і морфологічні подібності шести великих мовних сімей Старого Світу: алтайської, уральської, дравідійської, індоєвропейської, картвельської і семіто-хамітської. Він стверджує, що ці подібності отримують тлумачення лише в рамках теорії, яка постулює генетичну спорідненість згаданих мовних сімей, тобто їхню належність до одного ширшого угруповання, котре він називає ностратичним.
В. М. Ілліч-Світич й А. Б. Долгопольський відносили до ностратичних також афроазійську макрородину, однак, на думку С. А. Старостіна й А. Ю. Мілітарьова, афроазійські мови являють собою окрему родину, того ж віку, що й ностратична.
Існують гіпотези про належність до ностратичних мов чукото-камчатських, ескімосо-алеутських, етруської мов (останню С. Старостін відносить до сино-кавказьких, а Ґрінберґ — до кавказьких мов). Дещо схожа на ностратичну гіпотеза Дж. Ґрінберґа, за якою індоевропейські, алтайські і уральські мови утворюють еврастичну мовну філу. Певною предтечею цих концепцій була урало-алтайська теорія Страленберґа, що об'єднувала лише ці дві сім'ї.

## Класифікація ностратичних мов
Ностратичні мови поділяються на:
- Західно-ностратичні мови:
  - Індоєвропейські мови;

Схема походження мовних сімей Ностратичної макро-сім'ї.

  - Афразійські мови (ряд дослідників виділяють в окрему надродину);
  - Картвельські мови;
- Східно-ностратичні мови:
  - Уральські мови;
  - Дравідійські мови;
  - Алтайські мови.

### Західно-ностратичні мови
Розвили системи вокалічних чергувань — аблаут.

#### Індоєвропейські мови
Деякими дослідниками вважаються найбільш близькими до картвельської родини. Інші вважають змішаною мовою, на яку вплинула якась аглютинативна мова типу уральської [можливо, нею була етруська]. Є думка й про її первісний ізолюючий тоновий стан. Про це говорять і строгі правила формування індоєвропейського кореня.
Час розпаду — V-І тисячоліття до н. е. (Наводять і набагато більш ранню дату — VIII-VI тисячоліття до н.е.).

#### Афразійські мови
Вважаються найближче спорідненими з ностратичною макрородиною. Раніше відносились до західної гілки ностратичних мов (поряд з індоєвропейською й картвельської прасім'ями).
Час розпаду — XII—X тисячоліття до н. е. (Раніше наводили набагато пізнішу дату — IX—VIII тисячоліття до н. е.).

#### Картвельські мови
Найближчі до індоєвропейської родини. Пракартвельську мову деякі дослідники називають «північнокавказькою» праіндоевропейською (можливо, обидві прамови походять від індокартвельської).
Час розпаду — ІІІ тисячоліття до н.е.

### Східно-ностратичні мови
Зберегли стабільний первісний вокалізм кореня.

#### Дравідійські мови
Подібність із урало-алтайськими — аглютинація. Особлива подібність із уральськими — фонетична (відсутні або варіативні дзвінкі і є глухі гемінати — так само, як й в етруській та хаттській).
Час розпаду — IV тисячоліття до н.е.

#### Уральські мови
Проміжне положення між алтайськими й уральськими займають юкагіро-чуванські мови, у зв'язку із чим вони поєднуються в уральсько-юкагірську прасім'ю. Ймовірно, піднялись з Південного Туркменістану по східно-каспійському узбережжю до ріки Урал і далі розділилися на східно-уральську й західно-уральську гілки, освоюючи території по обидва боки від Уральських гір. В Угорщині популярні гіпотези етрусько-угорського зближення. Це виправдано подібністю фонетики, деякої лексики й граматики. Можливо, етруська мова займає проміжне положення між праіндоевропейською і прауральскою.
Час розпаду — V-III тисячоліття до н. е.

#### Алтайські мови
Алтайські мови діляться на тюркську, тунгусо-маньчжурську, монгольську (західноалтайські), корейську і японську групи (східноалтайські). Існування цієї родини як генетичної єдності піддається сумніву одними вченими (що говорять про мовний союз) і активно підтримується іншими. Деякі вчені вважають, що в ностратичну родину входять окремо тюркські, монгольські та ін. прамови, які не утворюють окремої алтайської підродини.
Час розпаду — VI тисячоліття до н. е.

## Критика
Серед західних лінгвістів теорія ностратичних мов нерідко критично відкидається. Основним аргументом є те, що на настільки великій часовій глибині методи порівняльно-історичного мовознавства (що виходять до того ж з подань про дивергенції мов у рамках багато в чому спрощеної моделі «родовідного дерева») незастосовні.
Різко негативно до ностратики ставиться відомий типолог і фахівець із австралійських мов Роберт Діксон (R.M.W. Dixon) у своїй книзі «The rise and fall of languages, 1997». Критичні зауваження як за методикою в цілому, так і по окремих реконструкціях зокрема висловлювали також відомі фахівці Лайл Кемпбелл, Джеймс Метісофф й ін.